# حباك روبيل
حباك روبيل او نساج روبل (الاسم العلمي: Ploceus galbula) نوع من الطيور الصغيرة من فصيلة الحباك، متوطن في جيبوتي، إريتيريا، إثيوبيا، كينيا، سلطنة عمان، السعودية، الصومال، جنوب السودان، السودان واليمن.